# انتو اشز
انتو اشز (به انگلیسی: Unto Ashes) گروهٔ موسیقی مستقر در نیویورک می‌باشد که سبک‌های مادریگال و فولک و عناصر نئو-مدیوال و دارک ویو را در برمی‌گیرد.